# Stasis (polis)
Stásis (en griego antiguo: στάσις stásis; plural en griego antiguo: στάσεις stáseis) se denominaba en la Antigüedad clásica a guerras civiles o situaciones análogas en las antiguas ciudades-estado griegas (polis). El empleo moderno de la palabra coincide solo parcialmente con el de las fuentes antiguas.

## Origen y empleo del término
Originalmente la palabra stásis significaba «detención, puesto». También fue utilizada temprano en la historia por algunos grupos para designar una disyuntiva frente a un punto de vista. Finalmente, hacia el final del siglo V a. C., se utilizó para designar la división de una polis entre dos grupos rivales y hostiles entre sí por medio de la fuerza. Todos estos significados continuaron siendo usuales en los siglos siguientes.
Desde la aparición de la polis en la época arcaica, podemos encontrar en diversas fuentes una y otra vez referencias a las divisiones y desacuerdos existentes entre la ciudadanía de numerosas ciudades griegas. A este tipo de conflictos, extensos en el tiempo y que podían llegar a marcar la vida política durante generaciones, se le denominó stásis. Al menos en sus orígenes, tenían un papel relevante las rivalidades entre facciones de aristócratas (véase, heterías), que eventualmente se intensificaban y desembocaban en una guerra civil. Es en el siglo VI a. C., cuando algunos nobles que se erigen vencedores de una stasis, comienzan a establecer tiranías (p. ej. Pisístrato en Atenas). Tras el final de las tiranías de la Época Arcaica sobre el 500 a. C. volvieron a proliferar las stáseis, si bien los conflictos entre los bandos enfrentados (también denominadas stáseis) a menudo se intensificaban debido a la mayor tensión social en las polis. Mayoritariamente se trataba de rivalidades o luchas por el poder, aunque al mismo tiempo estaban en disputa las diferentes ideas acerca de la forma de gobierno: a lo largo del siglo V a. C., los partidarios de la oligarquía se enfrentarían en numerosas ocasiones a aquellos favorables a la democracia. Los seguidores supervivientes del bando que resultaba derrotado debían con frecuencia exiliarse.
Las causas de las stáseis son objeto de discusión: una parte de la investigaciones modernas señala a las tensiones socioeconómicas (conflictos entre «ricos» y «pobres» o entre «demócratas» y «oligarcas») como la raíz de la stásis. Otros investigadores ven en las luchas de las élites urbanas por el poder el verdadero causante. Además el sistema de alianzas entre polis podía provocar el estallido de una stásis.

## Guerra del Peloponeso
El historiador Victor Davis Hanson hace el siguiente uso del término en relación con la guerra del Peloponeso: para muchos griegos no era una guerra al uso (polemos), sino que por su naturaleza se trataba más bien de una guerra civil o guerra interna (stasis). Una guerra "buena" era concebida como un noble enfrentamiento entre guerreros, librado usualmente contra un invasor bárbaro por la defensa de la autonomía griega. Por el contrario, la stasis se libraba entre griegos, y tanto el terrorismo, como los asesinatos y ejecuciones eran habituales, desdibujándose así la línea entre civiles y combatientes. Además, durante la guerra del Peloponeso, en segundo plano, tuvieron lugar numerosas staseis: las facciones enfrentadas de las polis estaban asimismo aliadas con Esparta o Atenas.
Para Tucídides, el historiador ateniense que narró la guerra del Peloponeso, se trató de una stasis cataclísmica en la que se autodestruyó todo lo que la civilización griega había logrado. Destaca en este período la crónica del autor sobre la stásis de Córcira.